# Барон Фермой

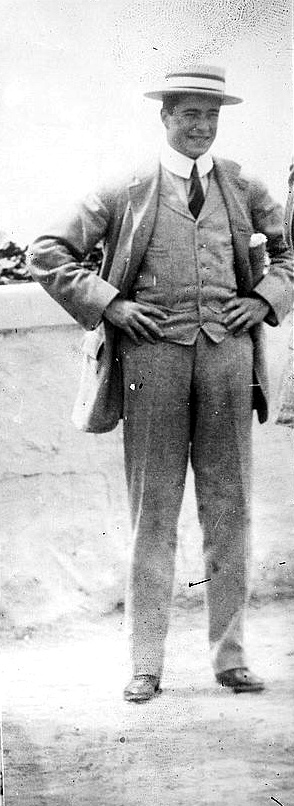
Эдмунд Морис Берк Роше, 4-й барон Фермой (1885—1955)

Барон Фермой (англ. Baron Fermoy) — наследственный титул в системе пэрства Ирландии, созданный в 1856 году.

## История
Титул барона Фермоя был создан 10 сентября 1856 года для Эдмонда Роша (1815—1874) — депутата Палаты общин Великобритании от графства Корк (1837—1855) и Мэрилебойна (1859—1861), лорда-лейтенанта графства Корк в 1856—1874 годах. Его младший сын Джеймс, 3-й барон Фермой (1852—1920), заседал в Палате общин от Восточного Керри (1896—1900). Сын Джеймса Эдмунд, 4-й барон Фермой (1885—1955), представлял в Палате общин Кингс Линн (1924—1935, 1943—1945). По состоянию на 2023 год носителем титула являлся его внук Патрик Рош, 6-й барон Фермой (родился в 1972), сменивший отца в 1984 году.
Диана, принцесса Уэльская, была потомком 1-го барона Фермоя через свою мать Фрэнсис Шанд Кидд (1936—2004). Последняя была младшей дочерью 4-го барона Фермоя, друга короля Великобритании Георга VI, старшего из двух сыновей 3-го барона и наследницы богатого американского биржевого брокера и светской львицы Фрэнсис Эллен Уорк (1857—1947). Бабка Дианы, баронесса Фрэнсис, была наперсницей и придворной дамой королевы-матери и основательницей ежегодного фестиваля классической музыки, проводящегося в Кингс-Линн, графство Норфолк (Англия).

## Бароны Фермой
- 1856—1874: Эдмонд Рош, 1-й барон Фермой (август 1815 — 17 сентября 1874), сын Эдварда Роше (1771—1855)[2]
- 1874—1920: Эдуард Рош, 2-й барон Фермой (23 мая 1850 — 1 сентября 1920), старший сын предыдущего[3]
- 1920—1920: Джеймс Рош, 3-й барон Фермой (28 июля 1852 — 30 октября 1920), младший брат предыдущего[4]
- 1920—1955: Эдмунд Морис Берк Роше, 4-й барон Фермой (15 мая 1885 — 8 июля 1955), старший сын предыдущего[5]
- 1955—1984: Эдмунд Джеймс Берк Роше, 5-й барон Фермой (20 марта 1939 — 19 августа 1984), единственный сын предыдущего[6]
- 1984 — настоящее время: Патрик Морис Берк Роше, 6-й барон Фермой (родился 11 октября 1967), старший сын предыдущего[7]
  - Наследник титула: Эдмунд Рош (родился 5 февраля 1972), младший брат предыдущего[8]
    - Наследник наследника: Арчи Рош (родился 5 октября 2005), единственный сын предыдущего[9].